# Bethany (Missouri)
Bethany város az USA Missouri államában, Harrison megye megyeszékhelye. Lakosainak száma 2915 fő (2020. április 1.).

## Népesség
A település népességének változása:

| 2010 | 3 292 |
| 2020 | 2 915 |